# JEAN
JEAN foi um dialeto da linguagem de programação JOSS desenvolvido e utilizado para a série de computadores ICT 1900 no final dos anos 60 e início dos anos 70; ele foi implementado para o sistema operacional MINIMOP.
JEAN era uma sigla derivada de "JOSS Extended and Adapted for Nineteen-hundred". Ela era operada a partir de u terminal de teletipo.